# Enantheem

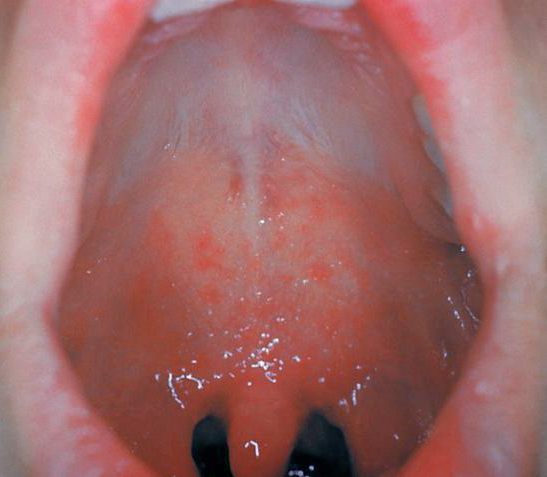
Enantheem als gevolg van mazelen

Enantheem is de benaming voor niet specifieke inwendige uitslag op de slijmvliezen van mond en of maag-darmkanaal. Enantheem komt onder andere voor bij mazelen, hiv of een Streptococcus pyogenes-infectie.
De term enantheem komt van het Griekse anthema (bloem) evenals de tegenhanger exantheem voor uitslag op de huid.